# Sternophysinx hibernica
Sternophysinx hibernica is een vlokreeftensoort uit de familie van de Sternophysingidae. De wetenschappelijke naam van de soort is voor het eerst geldig gepubliceerd in 1991 door Griffiths.